# 斯格列特·朗度
斯格列特·朗度（希伯來語：‎，1969年—）是以色列雕塑家、录像和装置艺术家。

## 生平
斯格列特·朗度生于耶路撒冷，曾在美国和英国花了几年时间。 1993年，她在纽约柯柏聯盟學院当了一年交换生。 1994年，她在以色列比撒列艺术设计学院毕业。她现于特拉维夫生活及工作。

## 艺术生涯
1994年，朗度参加了ArtFocus举办的两个联展。其中一个名为“过渡”的展览于特拉维夫新中央车站的购物区举行。她曾与无家可归的人居住在城市的一个隐蔽空间。在那里，她创作了一系列以金属指甲刮花及刺穿的门装置。
于1990年代末期，朗度开始创作录像艺术，全面地发挥她的天份。其中一份具标志性的作品是2000年创作的有刺的呼拉圈。艺术家本人赤着身子，用腰及肚转动一个带刺的呼拉圈，以纪录女性纤弱的皮肤被伤害的过程。这个视觉体验结合了美及难以忍受的疼痛感，令此片更具争议性。一如其他作品，這錄像作品以循环和周期性运动為主題。朗度把在空间中运动的经验结合於作品中－她曾于耶路撒冷学院的音乐和舞蹈高中修读舞蹈－更深入理解錄像是建基于连续运动与循环的創作原理。
她于2005年创作名为死海的录像。艺术家用绳子把百多个西瓜串连成螺旋型的筏子，并与它们一起飘浮在死海之中。她在一些西瓜上切割出一条条伤疤似的红色血肉，与绿色的外表形成鲜明对比。在一个缓慢及催眠般的运动下，绳子被拉开，螺旋型的筏子亦随之而被拆散，表现了对时间的沉思和反省。
不论是它本身的地点或象征，死海都成为了斯格列特·朗度的创作对象。现今，她计划在死海上以盐来兴建一条连接处着以色列及约旦的桥。她在威尼斯双年展的目录册上曾写道：“我的工作就是造桥。在（潜）意识中，我搜索能连接过去与未来，东方与西方，個人与集体的新的和重要的材料……使用分散与破碎的字句去定义一堆无意义的物体和改造成一堆梦想的嫩芽，去改变不确定的视野。」

## 画廊

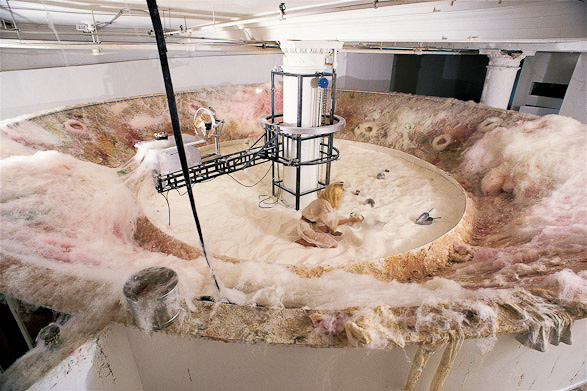
Thread Waxing Space(装置), 2001 纽约
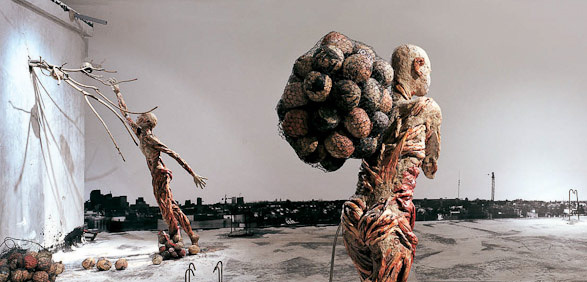
The Country , 2002 阿龙塞格夫画廊，特拉维夫
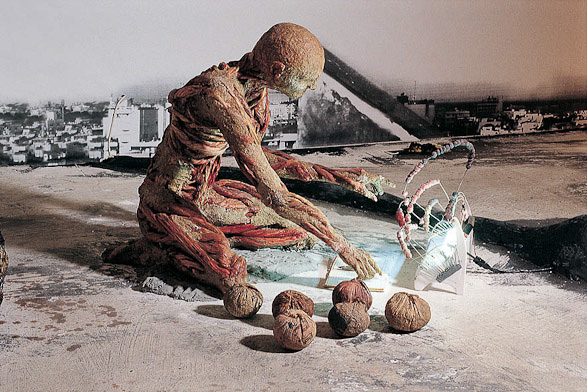
The Recorder of Days and Fruit, 2002 阿龙塞格夫画廊，特拉维夫
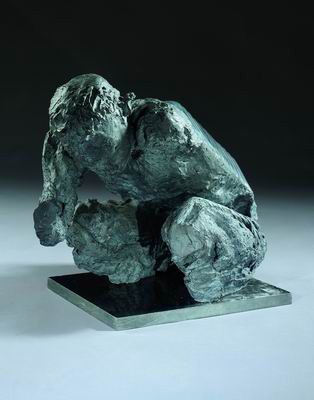
Rose Bleed, 2003 以色列博物馆，耶路撒冷
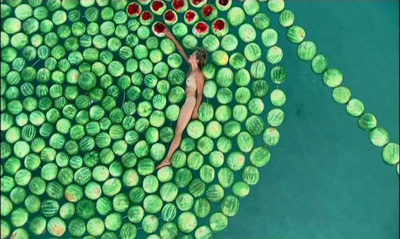
DeadSee, 2005 以色列博物馆, 耶路撒冷
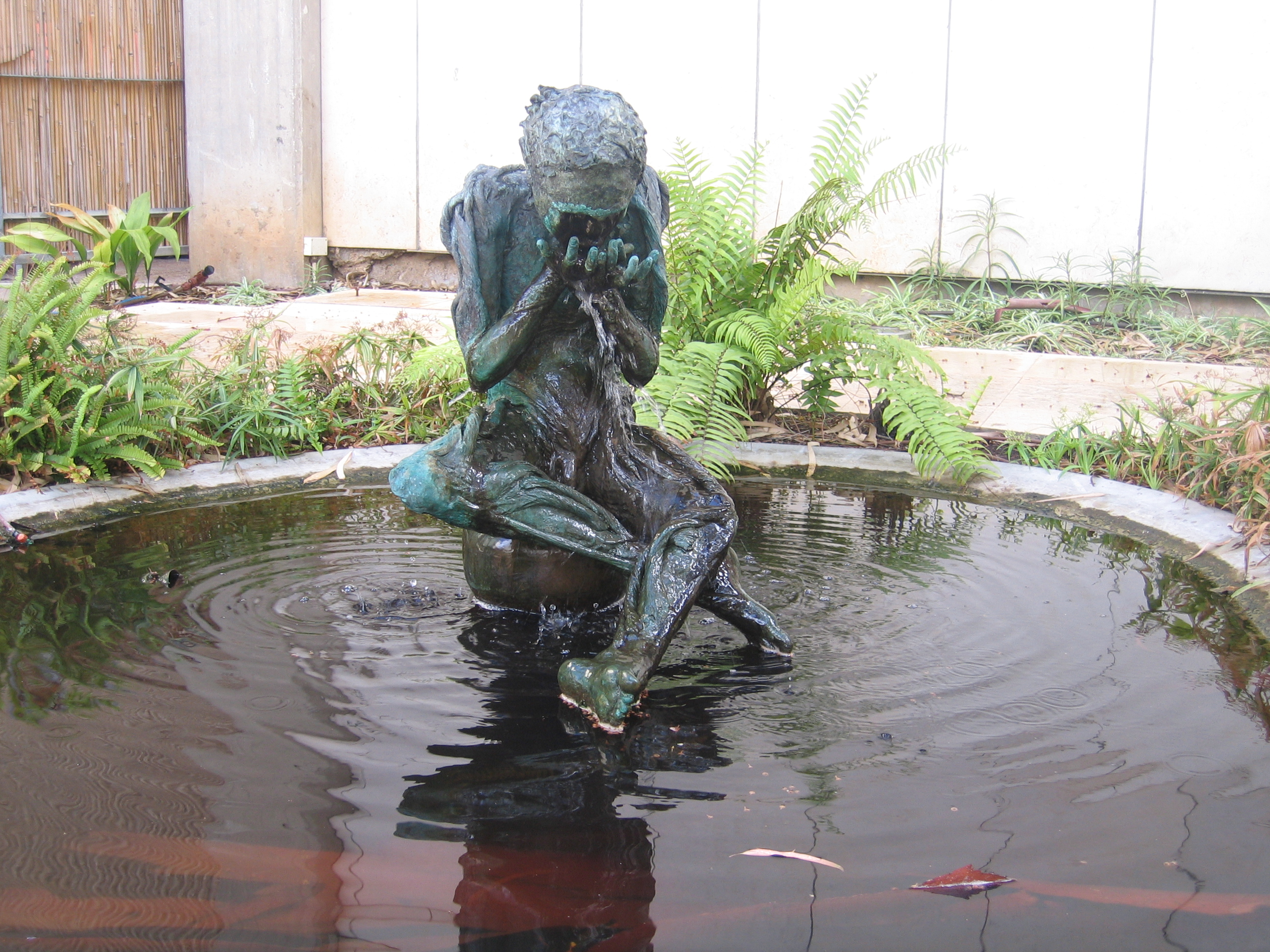
Cry Boy, Cry, 2004 特拉维夫艺术博物馆
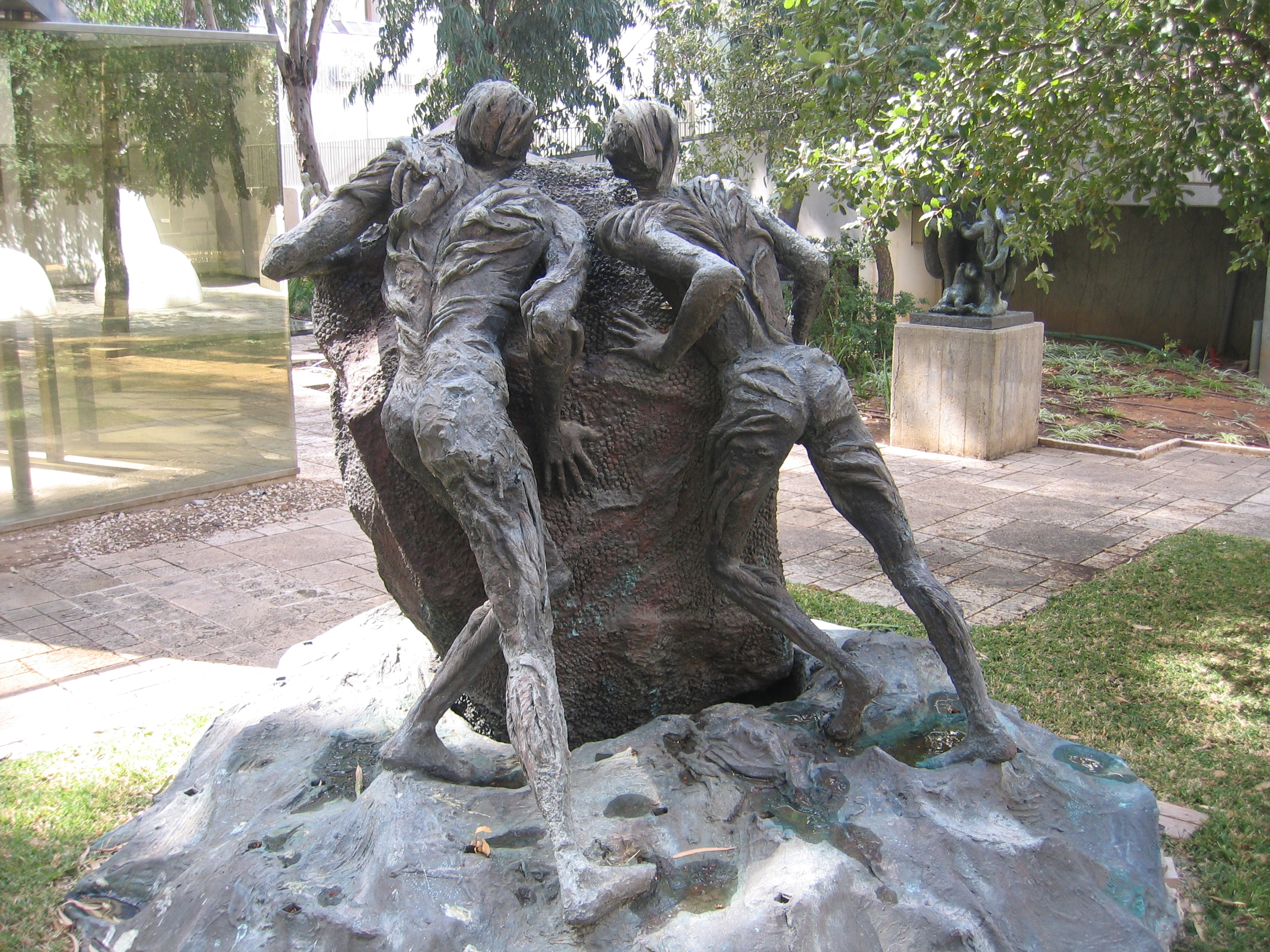
Sisyphus and Jacob, 2005 特拉维夫艺术博物馆
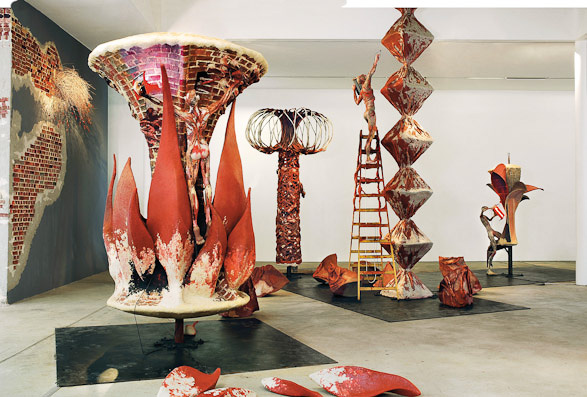
The Dining Hall, 2007 KW Instituted for Contemprary Art, 柏林
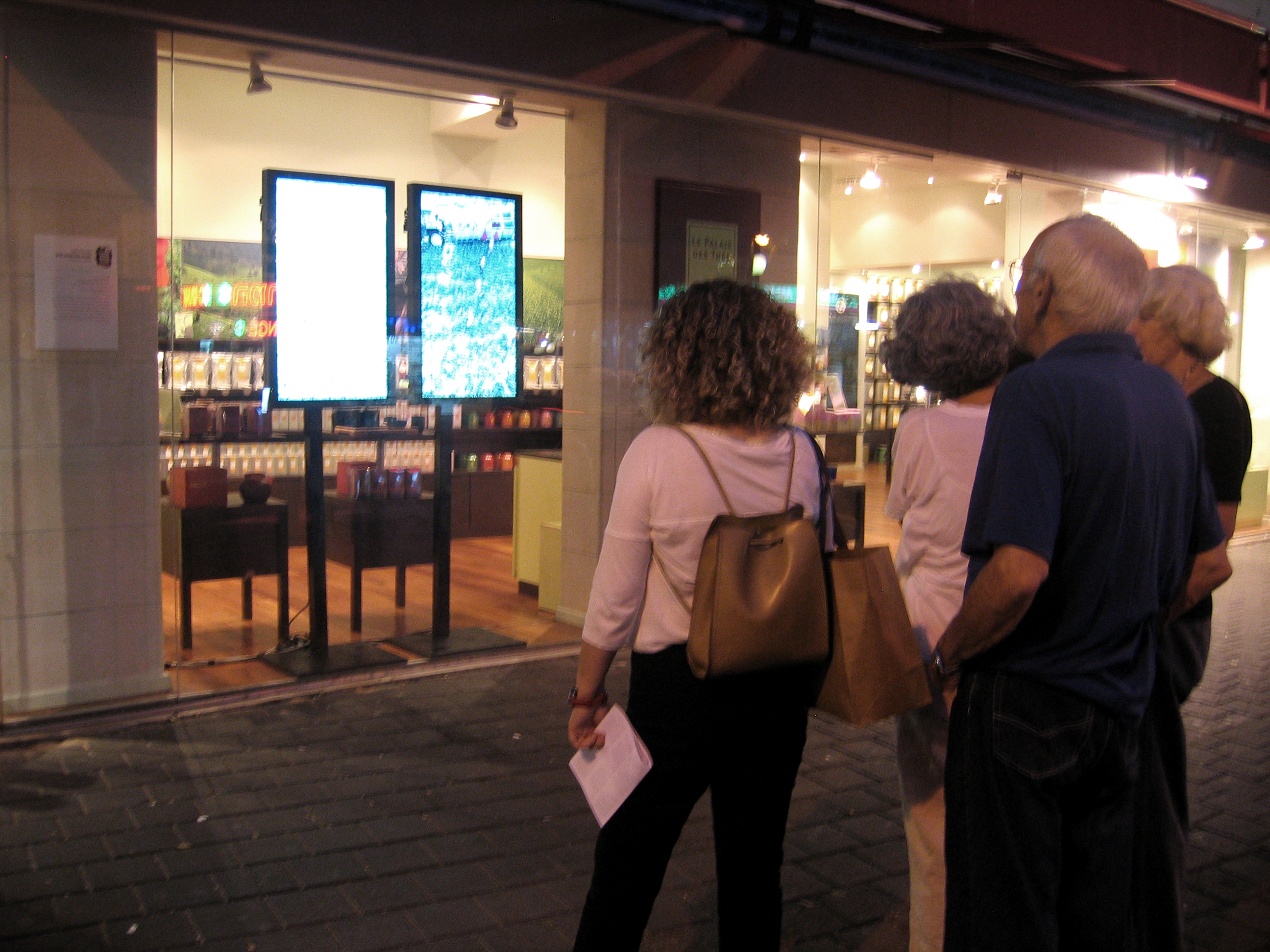
Working Title WM I+II, 2011 Loving Art Making Art 2011 戈登街, 特拉维夫

## 奖项
- 1993年 犹太国家基金雕塑奖
- 1994年 美国-以色列文化基金
- 1994年 玛丽·费舍尔奖，耶路撒冷比撒列艺术设计学院
- 1996年 巴赫曼奖学金
- 1998年 在柏林霍夫曼收藏当驻艺术家
- 1999年 在由ArtAngel和泰晤士报举办的英国比赛中获得第一名
- 2001年 特拉维夫艺术博物馆颁发收购奖
- 2001年 以色列科学，文化和体育部颁发年轻艺术家奖
- 2003年 美国-以色列文化基金会颁发珍妮特和乔治奖学金
- 2003年 在斯德哥尔摩国际艺术家工作室计划(IASPIS)当驻艺术家
- 2004年 特拉维夫Nathan Gottesdiener Foundation基金会颁发以色列艺术奖
- 2004年 The Beatrice S. Kolliner Award，以色列博物馆，耶路撒冷
- 2007年 丹·桑德尔和桑德尔家庭基金会雕塑奖，特拉维夫艺术博物馆

## 展览
- 1995年 Grrr… Har haBáyith，以色列博物馆，耶路撒冷
- 1997年 卡塞尔文献展10
- 1997年 威尼斯双年展以色列馆
- 2002年 The Country，阿龙塞格夫画廊，特拉维夫
- 2005年 The Endless Solution，赫莲娜馆当代艺术
- 2008年 Salt sails+Suger knots， Kamel Mennour Gallery，巴黎
- 2008年 Projects 87，现代艺术博物馆，纽约
- 2007年 The Dining Hall，柏林孔斯特工厂当代艺术研究所（英语：KW Institute for Contemporary Art）
- 2011年 One Man's Floor is Another Man's Feeling，威尼斯双年展以色列馆
- 2012年 Angel Landry, Givon画廊，特拉维夫
- 2012年 Soil. Nur.sing, Kamel Mennour画廊，巴黎